# Linia kolejowa nr 755
Linia kolejowa nr 755 – pierwszorzędna, jednotorowa, zelektryfikowana linia kolejowa znaczenia państwowego łącząca rejon WP4 z rejonem WP3 (dawny posterunek Łąki) stacji technicznej Wrocław Popowice.
Linia została w całości ujęta w sieci międzynarodowych linii transportu kombinowanego (AGTC).